# Ophiacantha exilis
Ophiacantha exilis är en ormstjärneart som först beskrevs av Jean Baptiste François René Koehler 1922.  Ophiacantha exilis ingår i släktet Ophiacantha och familjen knotterormstjärnor. Inga underarter finns listade i Catalogue of Life.